# Pachyrhamma uncata
Pachyrhamma uncata är en insektsart som beskrevs av Richards, A.M. 1959. Pachyrhamma uncata ingår i släktet Pachyrhamma och familjen grottvårtbitare. Inga underarter finns listade i Catalogue of Life.